# Кааве
Ка́аве (ест. Kaave küla) — село в Естонії, у волості Паюзі повіту Йиґевамаа.

## Населення
Чисельність населення на 31 грудня 2011 року становила 18 осіб.

## Географія
Село розташоване за 18 км на захід від міста Йиґева. Край села проходить автошлях 37 (Йиґева — Пилтсамаа). Від села починається дорога 148 (Сіймусті — Кааве), яка з'єднує автошляхи 37 та 39 (Тарту — Йиґева — Аравете).
Через село тече річка Кааве (Kaave jõgi).

## Історія
Перші згадки про Кааве датуються 1584 роком.
У 1741 році лицарський маєток Кааве (Kaave rüütlimõis) відокремився від мизи Рутіквере  (Rutikvere, нім. Ruttigfer).